# McDonnell Douglas MD-11
McDonnell Douglas MD-11 je američki širokotrupni tromotorni avion srednjeg do dugog doleta. Izrađen je na osnovi DC-10 od kojeg se razlikuje dužim trupom, ima veći raspon krila na čijim se vrhovima nalaze Wingleti, profinjeniji aeroprofil krila i repnih površina, nove učinkovitije motore a u njegovoj izradi više su korišteni kompozitni materijali. "Glass cockpit" pilotska kabina smanjila je potrebu za trećim članom posade, inženjerom leta koji je na DC-10 bio obavezan.

## Razvoj

### Pozadina
Iako je MD-11 projekt pokrenut 1986., McDonnell Douglas počeo je istraživanja za novu inačicu DC-10 još 1976. godine. U razmatranju su bili DC-10-10 s produženim trupom za 12,19 m i DC-10-30 s produženjem od 9,14 m. Ti avioni bi mogli prevesti do 340 putnika u više-razrednom rasporedu sjedala, ili 277 putnika i njihove prtljage na udaljenost preko 9.800 km. Istovremeno su projektanti istraživali mogućnost smanjivanja otpora kojeg su stvarali krilo i motori. Razmatrana je i druga inačica zrakoplova,  "DC-10 Global", radi smanjivanja rizika gubitka narudžbi za DC-10-30 u konkurenciji s 747SP i njegovog velikog doleta. U "DC-10 Global" planirana je ugradnja dodatnih spremnika goriva. U nastavku istraživanja za novi zrakoplov, McDonnell Douglas označava cijeli program kao DC-10 Super 60, interkontinentalni avion koji je trebao imati mnoga aerodinamička poboljšanja na krilima, s produženim trupom za 8,13 m u koji se moglo smjestiti do 350 putnika u mješovitom razmještaju sjedala (DC-10 je u istom razmještaju mogao prevesti do 275 putnika). Prateći daljnja poboljšanja 1979. su predložene tri inačice:'DC-10 serija 61 za domaće letove u SAD-u s produženim trupom za čak 12 m i mogućnosti prijevoza 390 putnika, serija 62 za interkontinetnalne letove s produženim trupom za 8,10 m i mogućnosti prijevoza do 350 putnika i serija 63 kao kombinacija poboljšanja osobina korištenih na prethodnim serijama. Tri DC-10 zrakoplovne nesreće popraćene velikom medijskom pozornošću u 1979. godini dovele su u sumnju cjelovitost strukture aviona. Ovim događajima projekt je ozbiljno ugrožen i na kraju obustavljen. 
1981. je DC-10-10 Continental Airlinesa bio iznajmljen za potrebe provođenje istraživanja, posebice utjecaja tada novoizrađenih vrhova krila (wingleta) na osobine aviona. U suradnji s NASA-om testirani su razni oblici vrhova krila. McDonnell Douglas je ponovo počeo planirati novu DC-10 inačicu s ugrađenim wingletima i efikasnijim motorima razvijenim u Pratt & Whitneyu (PW2037) i Rolls-Royceu (RB.211-535F4). Nakon objedinjavanja svih dotadašnjih istraživanja proizvođač mijenja oznaku projekta u MD-EEE i nešto kasnije, sljedeći daljnje izmjene, u MD-100.  MD-100 je predložen u dvije inačice: serija 10 s nešto kraćim trupom (za 1,98 m) u odnosu na DC-10 i do 270 sjedala u mješovitoj klasi i serija 20 s izduženim trupom (za 6,24 m) predviđena za prijevoz do 333 putnika u istom rasporedu sjedala kao serija 10. Avione obje serije pokretali bi isti  RB.211-600 mlazni motori. Situacija za proizvođača kao i za cjelokupnu tadašnju zrakoplovnu industriju nije bila dovoljno određena. DC-10 nije imao novih narudžbi a mnogi poznavaoci zrakoplovne industrije i kupci sumnjali su u mogućnost daljnjeg razvoja DC-10 projekta. Upravni odbor tvrtke je u studenom 1983. odlučio još jednom prekinuti radove na tri-jet projektu. Već sljedeće godine stvari su se počele mijenjati. Tvrtka je počela zaprimati narudžbe za MD-80 avione što je rezultiralo njeno izvlačenje iz krize.  Izostanak zahtjeva za DC-10 još više je inspiriralo tvrtku za izradu zamjenskog aviona. Proizvodna linija DC-10 zadržana je zahvaljujući proizvodnji 60 KC-10A avio-cisterni za USAF.
1984. godine po prvi puta projekt McDonnell Douglasa dobiva oznaku  MD-11. Od samog početka, MD-11X je koncipiran u dvije različite inačice. MD-11X-10 temelji se na konstrukciji DC-10-30 s planiranim doletom od 12.038 km. Avion bi trebao imati najveću težinu uzlijetanja (MTOW) od 263.157 kg a pokretali bi ga CF6-C2 ili PW4000 motori. MD-11X-20 bi imao produženi trup u koji u mješovitom rasporedu klasa stane 331 sjedala a dolet je predviđen na 11.100 km. U srpnju 1985. godine uprava tvrtke daje ovlaštenje pogonu na Long Beachu za ponudu MD-11 potencijalnim kupcima. U to vrijeme zrakoplov je još uvijek prikazivan u dvije inačice s istom dužinom trupa, za 6,93 mm dužom u usporedbi s DC-10, kao i istim motorima iz projekta MD-11X. Jedna inačica imala bi dolet od 8.840 km, s maksimalnom težinom od 227.000 kg i mogućnosti prijevoza 337 putnika, dok bi druga mogla prevesti 331 putnika na udaljenost od 12.800 km.
Godinu dana kasnije, nekoliko zračnih prijevoznika pokazalo je interes za ovaj avion. Projekt aviona je sada bio s trupom produženim za 5,66 m u odnosu na DC-10-30, imao je 320 sjedala i dolet od 12.600 km. Planirana je ugradnja tada novih efikasnijih turbofen motora ponuđenih od strane glavnih proizvođača mlaznih motora. Drugoj ponuđenoj inačici dolet je 13.900 km. U teretnoj izvedbi avion može prevesti 91.080 kg tereta, a za kombinirani prijevoz putnici/teret na glavnoj palubi je određen prostor za deset paleta. Predviđeno je i daljnje produženje aviona pod oznakom MD-11 Advanced.

### Izrada projekta
S 52 naručena aviona i 40 u opciji koje su naručile zrakoplovne tvrtke (Alitalia; British Caledonian; Dragonair; FedEx Express; Finnair; Korean Air; Scandinavian Airlines System; Swissair; Thai Airways International i Varig) te dvije kompanije za iznajmljivanje zrakoplova (Guinness Peat Aviation i Mitsui)., proizvodnja MD-11 je počela 30. prosinca 1986. godine i to u tri različita modela: putnički, kombinirani i teretni. Narudžbe iz Dragonair-a, SAS-a, Union des Transports Aériensa (UTA) i jednog neobjavljenog kupca otkazane su 1988. godine. Sastavljanje prvog MD-11 počelo je 9. ožujka 1988. a spajanje krila i trupa aviona bilo je u listopadu te godine. Prvi let je prvotno planiran za ožujak 1989. ali brojni problemi s proizvodnjom, kašnjenja dobavljača sastavnih komponenti i akcija sindikata avion je po prvi puta izašao iz proizvodne linije u rujnu 1989., a prvi let je bio 10. siječnja 1990.
Prva dva proizvedena zrakoplova namijenjena su FedEx-u i bila su opremljena prednjim teretnim vratima s lijeve strane trupa. Letnu dozvolu FAA je izdala 8. studenog 1990., dok je dozvola u Europi izdana 17. listopada 1991.
Finnair je prvi MD-11 dobio 7. prosinca 1990. a prvi komercijalni let ostvaren je 20. prosinca te godine na putničkom letu iz Helsinkija za Tenerife. Prvi let MD-11 u SAD-u bio je od strane Delta Air Linesa također u 1990. godini. Već tada su pogreške u procjeni osobina aviona počele biti očite. MD-11 nije uspio doseći predviđene dolete i predviđenu potrošnju goriva. American Airlines je bio posebno neimpresioniran a Singapore Airlines je otkazao 20 narudžbi zrakoplova. Kao razlog otkazivanja navedeni su problemi u osobinama konstrukcije aviona a Pratt & Whitney PW4000 motori po izjavama tvrtki ne mogu ispuniti njihova očekivanja na daleko-linijskim prijevozima. Prema najavama iz projekta MD-11 je s P & W-motorima trebalo prijeći 12.950 km s 27.680 kg korisnog tereta. Međutim, pokazalo se kako zrakoplov svoj puni dolet može postići s najviše 22.000 kg korisnog tereta ili s punim teretom može prijeći 12.025 km.
1990. McDonnell Douglas s Pratt & Whitney i General Electricom započinje modifikaciju projekta s ciljem poboljšanja korisne nosivosti, većeg doleta, osobina motora i aerodinamike aviona. Aerodinamička poboljšanja istraživana su zajedno s NASA istraživačkim centrom.  Rad na modifikaciji aviona trajao je do 1995. kada se uspjelo doseći prvobitni zadani dolet ali je šteta nastala otkazivanjem narudžbi već bila učinjena.
MD-11 je bio jedan od prvih komercijalnih aviona koji je uz pomoć računala mogao kontrolirat stabilnost aviona oko poprečne osi. U ovisnosti o količini goriva u balansnom spremniku u repnom dijelu računalo je automatski moglo namještati napadni kut djelomično pokretnog horizontalnog stabilizatora.
Nakon spajanja McDonnell Douglasa i Boeinga u 1997. godini, nova tvrtka je najavila nastavak proizvodnje MD-11 kao teretnog modela. Ipak 1998. Boeing je najavio gašenje MD-11 projekta nakon što se isporuče naručeni avioni. 
Posljednja dva MD-11 su proizvedena tijekom lipnja i rujna 2000. i dostavljena tvrtki Lufthansa Cargo 2001. godine. Proizvodnja je završila zbog nedostatka prodaje, interne konkurencije s dvomotornim Boeingom 777 i vanjske konkurencije s Airbusom A330/A340. Budući da je u to vrijeme bila velika potražnja za teretnim zrakoplovima a teretna inačica 777 tada nije bila dostupna, mnoge aviotvrtke koje koriste MD-11 su bile zabrinute za prijelaz na 777 flotu, pogotovo jer nisu imali problema s prodajom njihovih MD-11 aviotvrtkama koje se bave prijevozom tereta.
McDonnell Douglas i Boeing jedno su vrijeme istraživali mogućnost uklanjanja repnog motora ali bez rezultata.
Prvobitno je planiraa prodaja više od 300 MD-11 zrakoplova, ali je na kraju izrađeno ukupno 200 aviona. MD-11 je bio sastavljan na McDonnell Douglas Douglas's proizvodnoj liniji u Long Beachu, Kalifornija (koja je kasnije pripala Boeing-u). U kolovozu 2006., ukupno 191 MD-11 su bili u avio-servisu.
Među kompanijama koje su naručile ovaj tip zrakoplova bio je i JAT koji je u veljači 1987. godine naručio 3 komada (YU-AME/F/G) s isporukom u 1992. godini. Ali ti zrakoplovi nikada nisu isporučeni zbog sankcija UN prema SRJ.

## Dizajn
Na MD-11 je širokotrupni linijski putnički ili teretni avion srednjeg do dugog doleta. Dva motora su učvršćeni na nosače ispod krila dok se treći nalazi u korijenu vertikalnog stabilizatora. U usporedbi s DC-10, avionu na kojem se bazira projekt, MD-11 ima nešto duži trup, povećan raspon krila s  wingletima na njihovim završetcima, profinjeniji aeroprofil krila i repnih stabilizatora, nove motore i povećanu uporabu kompozitnih materijala. Ugradnjom wingleta poboljšana je učinkovitosti goriva za oko 2,5 %.
MD-11 ima dvočlanu pilotsku posadu.  Pilotska kabina je opremljenoj sa šest CRT-zaslona i naprednim Honeywell VIA 2000 računalima. Ista kabina ugrađivana je i na Boeingu 717. EFIS sustav uključuje elektronički instrumentalni sustav, dupli sustav navigacije, sustav središnjeg prikaza grešaka i globalni navigacijski satelitski sustav.

## Inačice
- MD-11 (131 izrađenih aviona): putnička inačica koja je izrađivana od 1988 do 1998. godine. Prva je inačica u ponudi, predstavljena 1986.
- MD-11C (5 izrađenih aviona): Kombi-inačica namijenjena za prijevoz i putnika i tereta na glavnoj palubi. U stražnji dio glavne palube, kroz teretna vrata na stražnjoj lijevoj strani trupa može se utovariti deset paleta s teretom dok se u prednjem dijelu nalaze sjedala.  Dodatni teret se također može utovariti u teretne prostore ispod glavne palube. Svih pet zrakoplova proizvedeni su između 1991. i 1992. i isporučena Alitaliji.
- MD-11CF (6 izrađenih aviona): Inačica je koja se iz putničke konfiguracije može pretvoriti u teretnu i obrnuto. Teret se utovaruje kroz velika teretna vrata na lijevoj prednjoj strani trupa.
- MD-11ER (5 izrađenih aviona): Inačica produženog doleta izrađena na zahtjev Singapore Air Showa u veljači 1994.  Avion uključuje sva poboljšanja prethodnih inačica, ima najveći MTOW od 286.000 kg i dodatne spremnike goriva od 11.400 litara koji se nalaze u prednjem donjem teretnom odjeljku Dolet aviona je 13.410 km, što je porast od 750 km u odnosu na standardnu putničku inačicu. MD-11ER su izrađivani između 1995. i 1997.
- MD-11F (53 izrađenih aviona): Teretna inačica koja je u ponudi od 1986. godine.  Posljednji je i najduži (1988-2000) proizvedeni MD-11.

## Usporedba
|                             | MD-11 (Putnici)                                                                       | MD-11CF (Promjenjivi: putnici/teret)                                                  | MD-11F (Teretni)                                                                      | MD-11C (Kombinirani:putnički/teretni)                                                 | MD-11ER (Povećani dolet)                                                              |
| --------------------------- | ------------------------------------------------------------------------------------- | ------------------------------------------------------------------------------------- | ------------------------------------------------------------------------------------- | ------------------------------------------------------------------------------------- | ------------------------------------------------------------------------------------- |
| putnički/teretni            | 410 (1 klasa) 323 (2 klase) 293 (3 klase)                                             | 410 (1 klasa) 323 (2 klase) 293 (3 klase) 26 paleta                                   | 26 paleta                                                                             | 410 (1 klasa) 214 (2 klase) 181 (3 klase) 6 paleta                                    | 410 (1 klasa) 323 (2 klase) 293 (3 klase)                                             |
| Dužina                      | 58,6 m                                                                                | 58,6 m                                                                                | 58,6 m                                                                                | 58,6 m                                                                                | 58,6 m                                                                                |
| Raspon krila                | 51,70 m                                                                               | 51,70 m                                                                               | 51,70 m                                                                               | 51,70 m                                                                               | 51,70 m                                                                               |
| Površina krila              | 339 m2 s wingletima                                                                   | 339 m2 s wingletima                                                                   | 339 m2 s wingletima                                                                   | 339 m2 s wingletima                                                                   | 339 m2 s wingletima                                                                   |
| Visina                      | 17,60 m                                                                               | 17,60 m                                                                               | 17,60 m                                                                               | 17,60 m                                                                               | 17,60 m                                                                               |
| MTOW *                      | standard: 273.300 kg teži: 286.000 kg                                                 | standard: 283.000 kg teži: 286.000 kg                                                 | standard: 280.000 kg teži: 286.000 kg                                                 | standard: 280.000 kg teži: 286.000 kg                                                 | 286.000 kg                                                                            |
| Najveća težina slijetanja   | 200.000 kg                                                                            | 213.900 kg opcija: 218,000 kg (218,405 kg)                                            | 222.900 kg                                                                            | 208.000 kg                                                                            | 222.900 kg                                                                            |
| Težina bez goriva           | 128.809 kg                                                                            | 130.769 kg                                                                            | 112.748 kg                                                                            | 128.809 kg                                                                            | 132.050 kg                                                                            |
| Dužina uzlijetanja pri MTOW | 3.100 m                                                                               | 3.100 m                                                                               | 3.100 m                                                                               | 3.100 m                                                                               | 3.100 m                                                                               |
| Dolet                       | 12.655 km                                                                             | Putnički: 12.655 km Teretni: 7.310 km                                                 | 7.310 km                                                                              | 12.435 km                                                                             | 13.408 km                                                                             |
| Najveća brzina krstarenja   | 945 km/h,                                                                             | 945 km/h,                                                                             | 945 km/h,                                                                             | 945 km/h,                                                                             | 945 km/h,                                                                             |
| Brzina krstarenja           | 876 km/h                                                                              | 876 km/h                                                                              | 876 km/h                                                                              | 876 km/h                                                                              | 876 km/h                                                                              |
| Motori (3x)                 | Pratt & Whitney PW4460 - 270 kN PW4462 - 280 kN General Electric CF6-80C2D1F - 274 kN | Pratt & Whitney PW4460 - 270 kN PW4462 - 280 kN General Electric CF6-80C2D1F - 274 kN | Pratt & Whitney PW4460 - 270 kN PW4462 - 280 kN General Electric CF6-80C2D1F - 274 kN | Pratt & Whitney PW4460 - 270 kN PW4462 - 280 kN General Electric CF6-80C2D1F - 274 kN | Pratt & Whitney PW4460 - 270 kN PW4462 - 280 kN General Electric CF6-80C2D1F - 274 kN |

- Teži označuje avione većeg doleta (ER) bez dodatnih spremnika za gorivo. ER opcija dostupna na svim modelima. Standard označuje osnovnu originalnu konfiguraciju.

Izvori:

## Vanjske poveznice
- MD-11 - Boeing.com
- MD-11 povijest - Boeing.com
- Popis izgrađenih MD-11 planespotters.net   Arhivirana inačica izvorne stranice od 16. siječnja 2008. (Wayback Machine)
- MD-11 widebodyaircraft.nl
- Kev's MD-11 site
- www.smartcockpit.com/   Arhivirana inačica izvorne stranice od 22. siječnja 2012. (Wayback Machine)